# Labé (prefektura)
Labé – prefektura w środkowej części Gwinei, w regionie Labé. Zajmuje powierzchnię 2242 km². W 1996 roku liczyła ok. 252 tys. mieszkańców. Siedzibą administracyjną prefektury jest miejscowość Labé.